# Cybocephalus tricaudatus
Cybocephalus tricaudatus là một loài bọ cánh cứng trong họ Cybocephalidae. Loài này được Reitter miêu tả khoa học năm 1875.